# The Singing Detective
Pour plus de détails, voir Fiche technique et Distribution.
The Singing Detective est un film réalisé par Keith Gordon, sorti en 2003. Ce film appartient au genre de la comédie et au genre policier.
The Singing Detective est une adaptation de la mini-série qui s'inspirait des films noirs et qui suivait le parcours d'un homme affligé d'une maladie dégénérative qui lui donne des crises de psoriasis insupportables. Le réalisateur de cette série, Dennis Potter souffrait de cette maladie.

## Synopsis
Dan Dark, écrivain rongé par une lente maladie dégénérative du cerveau, ne peut trouver la guérison qu'en s'immergeant dans un monde onirique qu'il a créé pour les besoins de l'un de ses ouvrages. Toutefois ce monde onirique s'insinue au fil du temps dans le monde réel.

## Fiche technique
- Titre : The Singing Detective
- Réalisateur : Keith Gordon
- Scénario : Dennis Potter
- Société de production : Paramount Vantage
- Pays d'origine :  États-Unis
- Genre : Comédie policière
- Durée : 109 minutes
- Dates de sortie : 
  - 17 janvier 2003 (Festival du film de Sundance 2003)
  - 24 octobre 2003 (En salles)

## Distribution
- Robert Downey Jr.  (VF : Bernard Gabay)  : Dan Dark
- Robin Wright (VF : Carole Franck) : Nicola / Nina / blonde
- Jeremy Northam  (VF : Éric Herson-Macarel)  : Mark Binney
- Mel Gibson  (VF : Jacques Frantz)  : Dr. Gibbon
- Sandahl Bergman : La danseuse
- Carla Gugino : Betty Dark
- Adrien Brody : Le 1er gangster
- Jon Polito : Le 2e gangster
- Katie Holmes : L'infirmière Mills
- Amy Aquino : L'infirmière Nohzki
- Alfre Woodard (VF : Caroline Jacquin) : La chef d'équipe
- Saul Rubinek : Le spécialiste

## liens externes
- Ressources relatives à l'audiovisuel :   - AllMovie
  - Allociné
  - American Film Institute
  - Cinémathèque québécoise
  - IMDb
  - LUMIERE
  - Movie Review Query Engine
  - OFDb
  - Rotten Tomatoes
  - The Movie Database